# DC Comics – A legendás Batman
A DC Comics – A legendás Batman egy kéthetente megjelenő képregénykönyv-sorozat az Eaglemoss Collection gondozásában. A kötetek kemény borítóval jelennek meg, és Batman történeteit tartalmazzák. Ez az Eaglemoss második képregénysorozata a DC Comics Nagy Képregénygyűjtemény után.
A kiadvány az Angliában megjelent sorrendet követi. Az első kötet 2019. február 9-én jelent meg. A széria 2021 októberében, a 70. kötettel megszakadt, de 2022-2023-ban egy, inkognitóját őrző baráti társaság magánkiadásban folytatta a publikálást a 80. kötetig.

## Kötetek listája
| Kötetszám | Cím                               | Eredeti megjelenés | Megjelenés dátuma    |
| --------- | --------------------------------- | --- | -------------------- |
| 1         | Nulladik év 1. rész               | Batman (2011) #21-26 | 2019. február 9.     |
| 2         | Nulladik év 2. rész               | Batman (2011) #27, 29-33 | 2019. február 23.    |
| 3         | Született gyilkos                 | Batman & Robin (2011) #1-8 | 2019. március 9.     |
| 4         | A Halál Arcai                     | Detective Comics (2011) #1-7 | 2019. március 23.    |
| 5         | A sötét lovag visszatér           | The Dark Knight Returns #1-4 | 2019. április 6.     |
| 6         | A Baglyok bírósága                | Batman (2011) #1-7 | 2019. április 20.    |
| 7         | A Baglyok városa                  | Batman (2011) #8-12 | 2019. május 4.       |
| 8         | Újjászületés                      | Batman & Robin (2009) #1-6 | 2019. május 18.      |
| 9         | Arany hajnal                      | Batman: The Dark Knight (2009) #1-5 | 2019. június 8.      |
| 10        | Joker                             | Joker | 2019. június 15.     |
| 11        | Az erőszak körforgása             | Batman: The Dark Knight (2011) #0, 10-15 | 2019. június 29.     |
| 12        | Detektív                          | Detective Comics (1937) #821-824, 826 | 2019. július 13.     |
| 13        | A félelem átka                    | Batman: The Dark Knight (2011) #1-8 | 2019. július 27.     |
| 14        | Gyöngyszem                        | Batman & Robin (2011) #0, 9-14 | 2019. augusztus 10.  |
| 15        | Kísértetlovag                     | Batman: Legends of the Dark Knight Halloween Special #1 (1993), Batman: Madness - A Legends Of The Dark Knight Halloween Special (1994), Batman: Ghosts - A Legends of the Dark Knight Halloween Special (1995) | 2019. augusztus 24.  |
| 16        | Bűnügyi napló                     | Detective Comics (1937) #841-845 | 2019. szeptember 7.  |
| 17        | R.I.P.                            | Batman (1940) #676-681 | 2019. szeptember 21. |
| 18        | Préda                             | Legends of the Dark Knight (1989) #11-15 | 2019. október 5.     |
| 19        | Gyászmenet                        | Batman (2011) #18-20, 34, Batman Annual (2011) #2, Detective Comics (2011) #27 | 2019. október 19.    |
| 20        | Batman kontra Robin               | Batman & Robin (2009) #7-12 | 2019. november 2.    |
| 21        | Torz diadal 1. könyv              | Batman: Dark Victory #0-6 | 2019. november 16.   |
| 22        | Torz diadal 2. könyv              | Batman: Dark Victory #7-13 | 2019. november 30.   |
| 23        | Halál a családra 1. könyv         | Batman (2011) #13-15, Catwoman (2011) #13-14, Nightwing (2011) #15 | 2019. december 14.   |
| 24        | Halál a családra 2. könyv         | Nightwing (2011) #16, Batman (2011) #16-17, Batman and Robin (2011) #15-17 | 2019. december 28.   |
| 25        | Halál Batmanre és Robinra         | Batman & Robin (2009) #13-16, Batman: The Return #1 | 2020. január 11.     |
| 26        | Neal Adams 1. kötet               | Batman: World's Finest Comics #175-176, The Brave and the Bold #79-84 | 2020. január 25.     |
| 27        | Gotham hallja                     | Batman: Gates of Gotham #1-5, Detective Comics Annual #12, Batman Annual #28 | 2020. február 8.     |
| 28        | Végjáték                          | Batman (2011) #35-40 | 2020. február 22.    |
| 29        | Nehézfém                          | Batman (2011) #41-46, FCBD 2015, DC Comics Divergence, Batman Annual (2011) #4 | 2020. március 7.     |
| 30        | Kikelet                           | Batman (2011) #47-52 | 2020. március 21.    |
| 31        | Tükörmély 1. kötet                | Detective Comics (1937) #871-875 | 2020. április 4.     |
| 32        | Rekviem                           | Batman and Robin (2011) #18-23 | 2020. április 18.    |
| 33        | Neal Adams 2. kötet               | The Brave and the Bold #85-86, #93, Detective Comics (1937) #395, #397, #400, #402, #404, #408, Batman (1940) #219                                                                                              | 2020.május 2.        |
| 34        | A nevető ember és A Gyilkos tréfa | The Man Who Laughs OGN, The Killing Joke OGN | 2020. május 16.      |
| 35        | Zsaruvér                          | Batman (1940) #587, Robin #86, Birds Of Prey #27, Catwoman #90, Nightwing #53, Detective Comics (1937) #754, Batman: Gotham Knights #13                                                                         | 2020. május 30.      |
| 36        | Tükörmély 2. kötet                | Detective Comics (1937) #876-881 | 2020. június 13.     |
| 37        | Batman és az idő                  | Batman (1940) #682-683, #700-702 | 2020. június 27.     |
| 38        | Bruce Wayne visszatérése          | Batman: The Return of Bruce Wayne (2010) #1-6 | 2020. július 11.     |
| 39        | Megtörten: Felvezetés             | Batman: Sword of Azrael #1-4, Batman (1940) #488, Batman: Vengeance of Bane Special #19 | 2020. július 25.     |
| 40        | Megtörten 1. rész                 | Batman (1940) #489-494, Detective Comics (1937) #659-660 | 2020. augusztus 8.   |
| 41        | Megtörten 2. rész                 | Batman (1940) #495-497, Detective Comics (1937) #661-664 | 2020. augusztus 22.  |
| 42        | Megtörten 3. rész                 | Batman (1940) #498-500, Detective Comics (1937) #665-666, Showcase '93 (1993) #7-8 | 2020. szeptember 5.  |
| 43        | A Robin-hajsza                    | Batman & Robin #29-34, Robin Rises: Omega #1 | 2020. szeptember 19. |
| 44        | Neal Adams 3. kötet               | Detective Comics #410, Batman #232, #234, #237, #243-245, #251, #255 | 2020. október 3.     |
| 45        | A végzet városa                   | Detective Comics #827-828, #831, #833-834, #837. | 2020. október 17.    |
| 46        | Császárpingvin 1. kötet           | Detective Comics #13-17 | 2020. október 31.    |
| 47        | Császárpingvin 2. kötet           | Detective Comics #18-21 | 2020. november 14.   |
| 48        | Démoncsillag                      | Batman Incorporated vol 2. #1-5 + #0 | 2020. november 28.   |
| 49        | Gothami közellenség               | Batman Incorporated vol 2. #6-10 + #12-13 | 2020. december 12.   |
| 50        | Élni vagy égni                    | Batman and Robin #24-28 + Batman and Robin Annual #2 | 2020. december 26.   |
| 51        | Magányos vesztőhely               | Batman #440-442 + The New Titans #60-61 | 2021. január 9.      |
| 52        | Robin: Újjászületés               | Batman and Robin #35-40 + Robin Rises: Alpha #1 | 2021. január 23.     |
| 53        | Első év                           | Batman #404-407 + The Batman Chronicles #19 | 2021. február 6.     |
| 54        | Földindulás 1. rész               | Detective Comics (1937) #719-720, Shadow of the Bat #73, Nightwing #19, Batman (1940) #553, Azrael #40, Catwoman #56                                                                                            | 2021. február 20.    |
| 55        | Földindulás 2. rész               | Batman (1940) #554, Nightwing #20, Shadow of the Bat #74, Robin #52, Batman Chronicles #12, Batman: Blackgate Isle of Men                                                                                       | 2021. március 6.     |
| 56        | Földindulás 3. rész               | Batman: Spoiler/ Huntress, Catwoman #57, Detective Comics (1937) #721, Robin #53, Batman Arkham Asylum- Tales Of Madness #1                                                                                     | 2021. március 20.    |
| 57        | Ra's al Ghul feltámadása 1. rész  | Batman Annual (2011) #26, Robin Annual #7, Batman (1940) #670, Robin #168, Nightwing #138 | 2021. április 3.     |
| 58        | Ra's al Ghul feltámadása 2. rész  | Batman (1940) #671, Robin #169, Nightwing #139, Detective Comics (1937) #838-840 | 2021. április 17.    |
| 59        | Senkiföldje 1. rész               | Batman: No Man’s Land #1, Shadow of the Bat #83,87, Legends of the Dark Knight #119, Detective Comics (1937) #730,734, Batman (1940) #563,567                                                                   | 2021. május 1.       |
| 60        | Senkiföldje 2. rész               | Shadow of the Bat #88, Legends of the Dark Knight #120, Detective Comics (1937) #735-736, #738-739, Batman (1940) #568, #571-572                                                                                | 2021. május 15.      |
| 61        | Senkiföldje 3. rész               | Shadow of the Bat #93-94, Legends of the Dark Knight #125-126, Detective Comics (1937) #740-741, Batman (1940) #573-574                                                                                         | 2021. május 29.      |
| 62        | Batman - Alapítvány 1. kötet      | | 2021. június 12.     |
| 63        | Téboly                            | | 2021. június 26.     |
| 64        | Alapítvány                        | | 2021. július 10.     |
| 65        | Agyag                             | | 2021. július 24.     |
| 66        | A piros sisak alatt               | | 2021. augusztus 7.   |
| 67        | Önharckép                         | | 2021. augusztus 21.  |
| 68        | Hush háza                         | | 2021. szeptember 4.  |
| 69        | Terror                            | | 2021. szeptember 18. |
| 70        | A harag                           | | 2021. október 2.     |

## Különszámok
| Kötetszám | Cím                        | Eredeti megjelenés                       | Megjelenés dátuma |
| --------- | -------------------------- | ---------------------------------------- | ----------------- |
| 1         | Batman: Mindörökké 1. rész | Batman Eternal #1-13                     | 2019. július 13.  |
| 2         | Batman: Mindörökké 2. rész | Batman Eternal #14-26                    | 2019. október 5.  |
| 3         | Batman: Mindörökké 3. rész | Batman Eternal #27-39                    | 2020. január 25.  |
| 4         | Batman: Mindörökké 4. rész | Batman Eternal #40-52, Batman (2011) #28 | 2020. április 26. |

## Kapcsolódó szócikk
- Nagy Marvel-képregénygyűjtemény A Hachette kiadó Marvel-képregényes gyűjteménye